# Сталінська премія

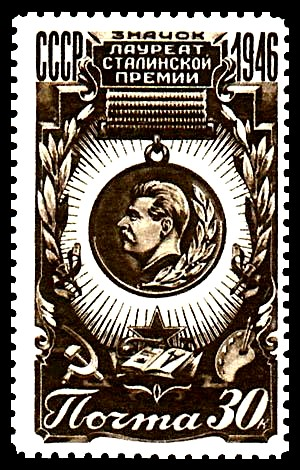
Поштова марка на честь Сталінської премії

Ста́лінська пре́мія — щорічна премія діячам науки та мистецтва за найкращі винаходи в галузі військових знань, а також у галузі літератури, встановлена 1939 в СРСР. Присуджувалася у 1940—1953 роках. У 1966 була замінена на Державну премію СРСР.

## Історія премії
Премії та стипендії «в ознаменування 60-річчя товариша Йосипа Віссаріоновича Сталіна» було засновано Постановою Ради Народних Комісарів СРСР від 20 грудня 1939.
У Постанові зазначалося, що засновується 16 премій імені Сталіна (в розмірі 100 тисяч карбованців кожна), які щорічно вручатимуться діячам науки та мистецтва за видатні роботи в таких галузях наук:
- фізико-математичній,
- технічній,
- хімічній,
- біологічній,
- сільськогосподарській,
- медичній,
- філософській,
- економічній,
- історико-філологічній,
- юридичній,

а також за досягнення:
- в музиці,
- в живопису,
- в скульптурі,
- в архітектурі,
- в театральному мистецтві,
- в кінематографії.

Цією ж Постановою було засновано премії імені Сталіна, які мали щорічно присуджувати за найкращі винаходи:
- 10 перших премій у розмірі 100 тисяч карбованців кожна,
- 20 других премій у розмірі 50 тисяч карбованців кожна,
- 30 третіх премій у розмірі 25 тисяч карбованців кожна.

Було засновано премії імені Сталіна і за видатні досягнення в галузі військових знань:
- три перші премії у розмірі 100 тисяч карбованців кожна,
- 5 других премій у розмірі 50 тисяч карбованців кожна,
- 10 третіх премій у розмірі 25 тисяч карбованців кожна.

Як доповнення до цього документу Рада Народних Комісарів СРСР 1 лютого 1940 постановила заснувати ще чотири премії імені Сталіна (по 100 тисяч карбованців кожна), які мали присуджувати за видатні твори в галузі літератури — по одній премії:
- в поезії,
- в прозі,
- в драматургії,
- в літературній критиці.